# 霧島市立木原小中学校
霧島市立木原小中学校（きりしましりつ きはらしょうちゅうがっこう）は、鹿児島県霧島市国分郡田にある公立小中学校である。

## 概要
霧島市国分北東部に位置する小・中学校である。小学校と中学校が併設しており、「木原小・中学校」が正式名称である。1981年(昭和56年)に国分市立本戸小学校が統合された。
特認通学制度を設けており、霧島市内の別の校区からも通学が可能である。。

## 沿革
木原中学校
- 1947年（昭和22年） - 清水中学校木原分校として設立。
- 1956年（昭和31年） - 木原中学校として独立。

木原小学校
本戸小学校
- 1902年（明治35年） - 平山小学校本戸分校として設立。
- 1947年（昭和22年） - 本戸小学校として独立。
- 1981年（昭和56年） - 国分市立木原小学校へ統合。